# Yodrak Salakjai
Yodrak Salakjai (thai: ยอดรัก สลักใจ), född 8 februari 1956, död 9 augusti 2008, var en thailändsk manlig sångare.

## Diskografi
- Jam Jai Doo (จำใจดู)
- Mareng Mai Ma Ying (มะเร็งไม่มายิง)
- Sam Sib Yang Jaew (สามสิบยังแจ๋ว)
- Jakkayan Khon Jon (จักรยานคนจน)
- Aao Nae (เอาแน่)
- Yoo Kab Yay (อยู่กับยาย)